# David Helfgott
David Helfgott  (Melbourne, 19 de maio de 1947) é um pianista australiano, cuja vida inspirou o filme ganhador do Óscar, Shine, com Geoffrey Rush.

## Biografia
Aos seis anos de idade, começou a aprender piano com seu pai. Com dez anos de idade passou a estudar com Frank Arndt, época na qual ganhou várias competições locais.
Quando tinha catorze anos, a comunidade australiana de música levantou recursos para que David estudasse piano nos Estados Unidos. Contudo, seu pai não permitiu que ele partisse, alegando que David não estava pronto para a independência (e presumivelmente por suspeita da sua doença mental). Aos dezenove anos, entretanto, David Helfgott ganhou uma bolsa de estudo na Royal College of Music, em Londres. Por três anos, lá estudou, sob a tutela de Cyryl Smith.
Durante sua estada em Londres, David teve manifestações mais graves de sua doença, o transtorno esquizoafetivo. Em 1970, voltou para a Austrália, onde se casou com sua primeira mulher, Clara, em 1971. Após o fim de seu casamento, foi internado em Graylands, um hospital psiquiátrico na cidade de Perth. Durante os dez anos seguintes, David passou por um tratamento psiquiátrico que incluía antipsicóticos e eletrochoques.
Em 1984, após se apresentar alguns anos em um bar australiano, ele conhece a astróloga Gillian Murray, com quem se casa alguns meses depois. Nas décadas de 1980 e 1990, construiu uma carreira de sucesso na Austrália e na Europa. 
Helfgott gosta de tocar músicas da Era Romântica, principalmente Modest Mussorgsky, Sergei Rachmaninoff, Frédéric Chopin, Franz Liszt, Robert Schumann e Nikolai Rimsky-Korsakov.
Hoje, David Helfgott mora em Happy Valley, Austrália. Ele ainda faz apresentações de piano em sua casa, "Paraíso".